# Кегультинское сельское муниципальное образование
Кегультинское сельское муниципальное образование — сельское поселение в Кетченеровском районе Калмыкии. Административный центр — село Кегульта.

## География
СМО расположено в юго-западной части Кетченеровского района в двух геоморфологических зонах: западная, большая, часть СМО — на восточных склонах Ергенинской возвышенности, восточная — на Прикаспийской низменности. Климат резко континентальный — лето жаркое и очень сухое, зима малоснежная, иногда с большими холодами.
Кегультинское СМО граничит на севере с Ергенинским, на востоке — с Шаттинским СМО Кетченеровского района, на юге — с Оватинским СМО Целинного района Калмыкии, на западе — с Заветинским районом Ростовской области.

## Население
| 2002 | 2010 | 2011 | 2012 | 2013 | 2014 | 2015 |
| ---- | ---- | ---- | ---- | ---- | ---- | ---- |
| 1187 | ↘852 | ↘849 | ↘808 | ↘781 | ↘756 | ↘750 |
| 2016 | 2017 | 2018 | 2019 | 2020 | 2021 |      |
| ↗764 | ↘724 | ↘721 | ↘702 | ↘692 | ↘589 |      |

Население СМО (на 01.01.2012 г.) составляет 880 человек. Плотность населения в СМО составляет 1,84 чел./км². Из общего количества населения — 0,88 тыс. чел., население моложе трудоспособного возраста составляет 0,16 тыс. чел. (19,2 %), в трудоспособном возрасте — 0,56 тыс. чел. (64,5 %), старше трудоспособного возраста — 0,14 тыс. чел. (16,2 %). Соотношение мужчин и женщин составляет, соответственно, 50,9 % и 49,1 % (преобладает мужское население). Национальный состав: калмыки — 46,25 %, русские — 42,84 %, другие национальности — 10,91 %.

## Состав сельского поселения
| № | Населённый пункт | Тип населённого пункта       | Население |
| - | ---------------- | ---------------------------- | --------- |
| 1 | Кегульта         | село, административный центр | ↘589      |

## Экономика
Основной отраслью экономики поселения является сельское хозяйство. Ведущими сельскохозяйственными предприятиями в СМО является ООО «Кегульта». Кроме того, сельскохозяйственное производство со специализацией на животноводстве (преимущественно) и растениеводстве в СМО ведут 18 КФХ и 200 ЛПХ.